# 童兆陽
童兆陽（1942年2月25日—2000年5月28日），中華民國陸軍中將，第21任陸軍軍官學校校長，籍貫浙江省蘭谿。師大附中、美國密蘇里大學數學研究所、猶他州立大學電子計算機研究所碩士。留美期間曾組織反共愛國聯盟，歷任各級指揮官。

## 生平
童兆陽出生於軍人世家，叔祖童元亮畢業於保定軍校6期，先後擔任淞滬警備司令部參謀長及通訊兵學校教育長；母舅則是1958年八二三炮戰殉職的趙家驤將軍。父童崇基(1914-2012)，官至上校。童於對日抗戰時期出生於貴州貴陽，在江西上饒、上海等地短暫就學，1949年隨家人抵臺，輾轉就讀於高雄與臺北。1961年進入陸軍官校，1965年以第一名成績畢業。曾短暫進入台大數學所就讀，並參加台大登山社。自官校畢業後擔任少尉排長、中尉聯絡官，隨即在1970年赴美進修。
1971年值海外保釣運動高潮，當年4月10日華府舉行保衛釣魚臺大示威，9月3日隨即由左派、毛派留學生主導於密西根安娜堡(Ann Arbor)召開國是會議，童兆陽等右派支持國府的留學生於會中與左派決裂，除了與魏鏞、劉志同、陳鵬仁、陳長文等人共同反對大會擁戴中共進入聯合國的決議，9月21日參與反對中共進入聯合國大遊行，在當年12月於華府召開「全美反共愛國會議」，由甫自聖若望大學取得學位的劉志同擔任總籌備人，童兆陽出任美加地區總聯絡人，童並與張京育、邵玉銘、魏鏞、李本京、沈君山、劉志同、胡志強同任主席團成員。大會決議成立反共愛國聯盟，童除了與趙林共同草擬宣言，並且與劉源俊共同編輯了紀錄片「留美中國同學反共愛國大會」，該片因值國府動盪危難之際，獲得1972年金馬獎「最能反映愛國精神特別獎」。
1972年返國，繼續在基層部隊任職，1974年因留美期間執行公務受傷，獲選「戰鬥立功英雄」。1977年經作戰次長宋心濂拔擢，擔任參謀官及其辦公室主任。爾後歷經數職，於金門陸軍158師擔任474旅旅長，亦曾任陸軍總司令蔣仲苓辦公室主任。1983年任職陸軍總部作戰署長任內，協助籌畫「非正規兩棲聯合大演習」，此即後來「漢光演習」之濫觴。
1986年調升陸軍226師師長，鎮守關渡，受蔣經國器重，曾囑其「留在軍中」，不要輕易退伍。1989年調任成功嶺指揮官兼大專集訓班主任。在成功嶺上，常言「把話講清楚、有事多商量、人人靠得住」、「殺雞用牛刀，快速解決問題」、「面對問題，解決問題，而不製造問題」。
成功嶺指揮官任內受沮抑，1991年調任國防管理學院院長，因總長劉和謙力薦，1992年升任作戰參謀次長。曾數度處理大陸劫機來台事件，並規劃保安、救難等工作。現今之國防醫學中心亦在童任內開始規劃。
1994年轉任六軍團司令，總攬台灣北部軍務，任內適逢總統大選與台海危機。童在90年代末期被認為是陸軍總司令的人選，但1996年後不再擔任要職。某些人聲稱童自郝柏村、劉和謙相繼離任後，已遠離核心，而他與愛盟的關係也使他受到國民黨主流派的猜疑。1996年選舉以後，他即轉任陸軍官校校長，即有傳言是因執政黨指責他輔選不力。因軍團司令的地位職權皆高於校長，在此之前，從未有軍團司令轉任陸官校長。童是鳳山復校後，第一位以陸官第一名畢業生擔任校長，也是第一位由軍團司令轉任校長者。
陸官校長任內，為軍校教育帶來清新風氣。據曾在其麾下擔任學指部指揮官的黃奕炳回憶，童是少數對軍事教育有深刻觀察與理念的將領。其以以開明而專業的觀念管理校園，重視學員的專業養成與校園生活體驗。任內強化混合編連的實習制度，使學生養成領導與被領導的能力。同時也提高學生的體能要求，以及恢復突擊訓練中的山訓。校園風紀上，則一方面嚴格要求品德教育，另一方面容許學生有犯錯空間。此外，任內也曾命部屬、學生考察外國軍校，以便提供改革的參考。童也重視學生校園經驗的養成，主張以儀式體現精神教育，形塑學生對軍校的認同。恢復停辦二十餘年的畢業舞會，蔚為任內盛事。其他如重視伙食、取消社團輔導員制度，皆使學生的日常生活品質有大幅提升。
1997年因肝疾轉任增設陸軍副總司令，並休養至康復。惟任滿一年以後，在無客觀理由下，被迫於1998年未屆齡退休。此後轉任淡江大學戰略研究所講座教授及交通大學科技管理研究所兼任副教授。1999年九二一大地震後，因過去作戰次長任內處理防災經驗，曾受劉兆玄之邀組織救難與規劃相關政策。
1999年擔任國軍暨家屬扶助基金會執行長，2000年因肝硬化逝世，享年59歲，同年葬於國軍五指山公墓。
| 前任： 馬登鶴 | 中華民國陸軍軍官學校校長 1996年7月—1997年7月 | 繼任： 丁渝洲 |

## 註腳
1. ↑  張友驊，《李登輝接班風暴》(臺北市：新高地文化事業有限公司，1997)，頁212。
2. ↑  黃奕炳，《鳳山黃埔舊事》(臺北市：博客思出版社，2024)，頁123。
3. 1 2  張友驊，《李登輝接班風暴》，頁215。
4. ↑  . udn.com.   [2022-10-05]. （原始内容存档于2022-10-05）.